# Corneille Heymans
Dr. Corneille Jean François Heymans (Gent, 28. ožujka 1892. – Knokke-Heist, 18. srpnja 1968.), belgijski fiziolog.
Godine 1938. mu je dodijeljena Nobelova nagrada za fiziologiju ili medicinu za objašnjenje kako ljudsko tijelo mjeri krvni tlak i razinu kisika u krvi i prenosi te podatke u mozak.

## Vanjske poveznice
- (engl.)Nobelova zaklada - životopis  Arhivirana inačica izvorne stranice od 15. listopada 2008. (Wayback Machine)